# Lozen (Apache)
Lozen (circa 1840-17 juni 1889) was een vrouwelijke krijgsheld en profeet van de Chiricahua Apachen. Ze was de zuster van Victorio, een vooraanstaand opperhoofd. Volgens legenden was Lozen, geboren in de Chihenne-stam, dankzij paranormale gaven tijdens gevechten in staat de bewegingen van de vijand te voorzien. Volgens James Kaywaykla introduceerde Victorio haar bij het opperhoofd Nana met de woorden: "Lozen is mijn rechterhand, sterk als een man, dapperder dan de meesten, uitgekiend in strategie. Lozen is een schild voor haar volk".

## Victorio's campagne
Tussen 1870 en 1880 werden Victorio en zijn Apache-stam gedwongen zich te vestigen in het San Carlos Reservaat in Arizona. Ze verlieten het reservaat rond 1877 en begonnen zwervend en plunderend rond te trekken terwijl ze gevangenneming door militairen trachtten te voorkomen. Lozen vocht aan de zijde van Victorio toen ze tegen Amerikanen ten strijde trokken die zich hun gebieden in westelijk New Mexico hadden toegeëigend.
Op de vlucht voor Amerikaanse strijdkrachten moedigde Lozen vrouwen en kinderen aan de Rio Grande over te steken. James Kaywaykla, in die tijd een kind dat achter zijn oma op een paard zat, herinnerde zich dat ze haar paard de stroom instuurde en naar de overkant liet zwemmen.
De andere vrouwen en kinderen volgden haar onmiddellijk. Nadat ze koud en nat maar levend de overkant bereikten, ging Lozen naar Kaywaykla’s moeder, Gouyen. "Jij neemt nu de leiding", zei ze. "Ik moet terug naar de strijders", die tussen hun vrouwen en kinderen en de aanstormende cavalerie in stonden. Lozen stuurde haar paard terug door de rivier en voegde zich weer bij haar kameraden.
Volgens Kaywaykla kon ze paardrijden, schieten en vechten als een man, en was ze kundiger in het plannen van een militaire strategie dan Victorio. Hij herinnerde zich een uitspraak van Victorio: "Ik ben zowel afhankelijk van Lozen als van Nana" (de oudere patriarch van de stam).
Later in Victorio’s campagne verliet Lozen de groep om een jonge moeder en haar pasgeboren kind door de  Chihuahuawoestijn van Mexico naar het Mescalero reservaat te brengen, weg van de ontberingen in de achterhoede.
Slechts uitgerust met een geweer, patroongordel, mes en voedsel voor drie dagen, vertrok ze met moeder en kind voor een gevaarlijke reis door terrein bezet door Mexicaanse en Amerikaanse cavalerie. Onderweg doodde ze een Texas-longhornrund voor het vlees met haar mes, uit angst dat een geweerschot hun aanwezigheid zou verraden.
Ze stal voor de moeder een paard van de Mexicaanse cavalerie en ontsnapte ondanks geweersalvo's. Daarna stal ze het paard van een cowboy voor zichzelf. Ook bemachtigde ze een zadel, geweer, munitie en een deken en shirt van een soldaat. Moeder en kind werden in het reservaat afgeleverd.
Daar vernam ze dat Mexicaanse en Tarahumara-eenheden onder bevel van de Mexicaanse commandant Joaquin Terrazas haar broer met zijn gevolg in een hinderlaag hadden gelokt bij Tres Castillos, drie rotsige heuvels in noordoostelijk Chihuahua.

## Einde van de Apache-oorlogen en Lozen's latere jaren
In het besef dat de andere overlevenden haar nodig hadden vertrok ze weer uit het Mescalero-reservaat en reed alleen door de woestijn naar het zuidwesten, onopgemerkt door militaire patrouilles. Ze voegde zich bij haar gedecimeerde stam in de Sierra Madre die nu geleid werd door de 74 jaar oude patriarch en opperhoofd Nana.
Lozen vocht aan de zijde van Geronimo na zijn ontsnapping uit het San Carlos reservaat in 1885, in de laatste campagne van de  Apache-oorlogen. Terwijl ze voortdurend werden achtervolgd gebruikte ze haar gaven om de vijanden -Mexicaanse en Amerikaanse cavalerie- te lokaliseren. Volgens Alexander B. Adams in zijn boek Geronimo, "stond ze met uitgespreide armen, zong een gebed voor Ussen, de Oppergod van de Apachen, en draaide langzaam in het rond." Het gebed van Lozen is vertaald in het boek van Eve Ball In the Days of Victorio:
Op deze aarde
waarop wij leven
heeft Ussen macht
deze macht om de vijand te vinden
is ook van mij.
Ik zoek de vijand
die slechts Grote Ussen
mij kan tonen.
Volgens Moore, in haar boek Sifters, Native American Women's Lives, ontvluchtten Geronimo en Naiche in 1885 het reservaat samen met 140 volgelingen inclusief Lozen nadat geruchten rondgingen dat hun leiders gevangen gezet zouden worden op Alcatraz. Lozen en Dahteste begonnen vredesonderhandelingen. Een van hun voorstellen was dat de Apache-leiders voor twee jaar gevangengezet zouden worden en daarna hun vrijheid herkrijgen. De Amerikaanse onderhandelaars wezen het vredesvoorstel af en Lozen en Dahteste zetten de onderhandelingen voort. De rebellen van de Apachen waren vastberaden tot duidelijk werd dat alle Chiricahuas waren ingerekend en naar Florida gestuurd. Als ze zich met hen wilden herenigen moesten ze ook die kant op. Ze waren bereid zich over te geven en legden hun wapens neer. Vijf dagen later waren ze per trein op weg naar Florida.
Na de overgave van Geronimo kwam Lozen in militaire gevangenschap terecht en vertrok als krijgsgevangene naar het Mount Vernon-kwartier in Alabama. Zoals veel andere gevangen Apachestrijders stierf ze tijdens haar opsluiting aan tuberculose op 17 juni 1889.

## In fictie
Lozen is een van de hoofdpersonen in de roman The Hebrew Kid and the Apache Maiden, van Robert J. Avrech.